# Aneura sessilis
Aneura sessilis là một loài rêu trong họ Aneuraceae. Loài này được Sull. mô tả khoa học đầu tiên năm 1846.